# Aeolothrips vittatus
Aeolothrips vittatus är en insektsart som beskrevs av Alexander Henry Haliday 1836. Aeolothrips vittatus ingår i släktet Aeolothrips och familjen rovtripsar. Arten är reproducerande i Sverige. Inga underarter finns listade i Catalogue of Life.